# 원주변씨 간재종택 및 간재정
원주변씨 간재종택 및 간재정(原州邊氏 簡齋宗宅 및 簡齋亭)은 경상북도 안동시 서후면 금계리에 있는 건축물이다. 2003년 12월 15일 경상북도의 민속문화재 제131호로 지정되었다.

## 현지 안내문
이 건물은 조선 중기의 학자인 간재 변중일의 종택과 정자이다. 종택의 건립시기는 알 수 없으나 무오사화 직후에 변희예·변희리 형제가 금계에 입향한 것으로 보아 그 이후일 것으로 추정된다.
이 종택과 정자는 19세기 전후한 시기의 건축양식이 주류를 이루고 있으며 종가의 품위와 규모를 잘 갖추고 있다. 특히 산골짜기에 정첩과 혈당, 사당, 정자가 위로부터 자연지형에 순응하면서 각기 기능이 적합한 곳에 자리잡고 있어 사대부가의 공간영역을 구비한 드문 사례에 해당된다. 변종일은 어려서부터 효성이 뛰어났으며, 임진왜란 당시 곽재우 휘하에서 종사하는 등 국난 극복에 힘을 쏟았다. 이로 인해 1686년(숙종 12)에 나라에서 특별히 정충효각을 하사하였다. 한 사람이 충과 효를 겸비하여 정려를 받은 것은 아주 특별한 경우이다.

## 참고 자료
- 원주변씨간재종택및간재정 - 국가유산청 국가유산포털